# Samla takashigei
Samla takashigei is een slakkensoort uit de familie van de Flabellinidae. De wetenschappelijke naam van de soort is voor het eerst geldig gepubliceerd in 2017 door Korshunova, Martynov, Bakken, Evertsen, Fletcher, Mudianta, Saito, Lundin, Schrödl en Picton.